# Akko (nádraží)
Akko (hebrejsky: תחנת הרכבת עכו, Tachanat ha-rakevet Akko) je železniční stanice na pobřežní železniční trati v Izraeli.

## Poloha
Leží na severu Izraele, na východním okraji města Akko, poblíž křižovatky ulic Herzl a David Remez. Jižně od stanice probíhá dálnice číslo 85.

## Doprava
Stanice je obsluhována autobusovými linkami společnosti Egged i místními linkami v Akku. K dispozici jsou parkovací místa pro automobily, veřejný telefon, prodejní stánky, bankomat a automat na nápoje.